# Saint-Méry
Saint-Méry ist eine französische Gemeinde mit 333 Einwohnern (Stand 1. Januar 2022) im Département Seine-et-Marne in der Region Île-de-France.

## Lage
Der Ort ist über die Landstraße D215 zu erreichen. Das Gemeindegebiet wird vom Fluss Almont durchquert.

## Sehenswürdigkeiten
- Kirche St-Méry, erbaut ab dem 12. Jahrhundert

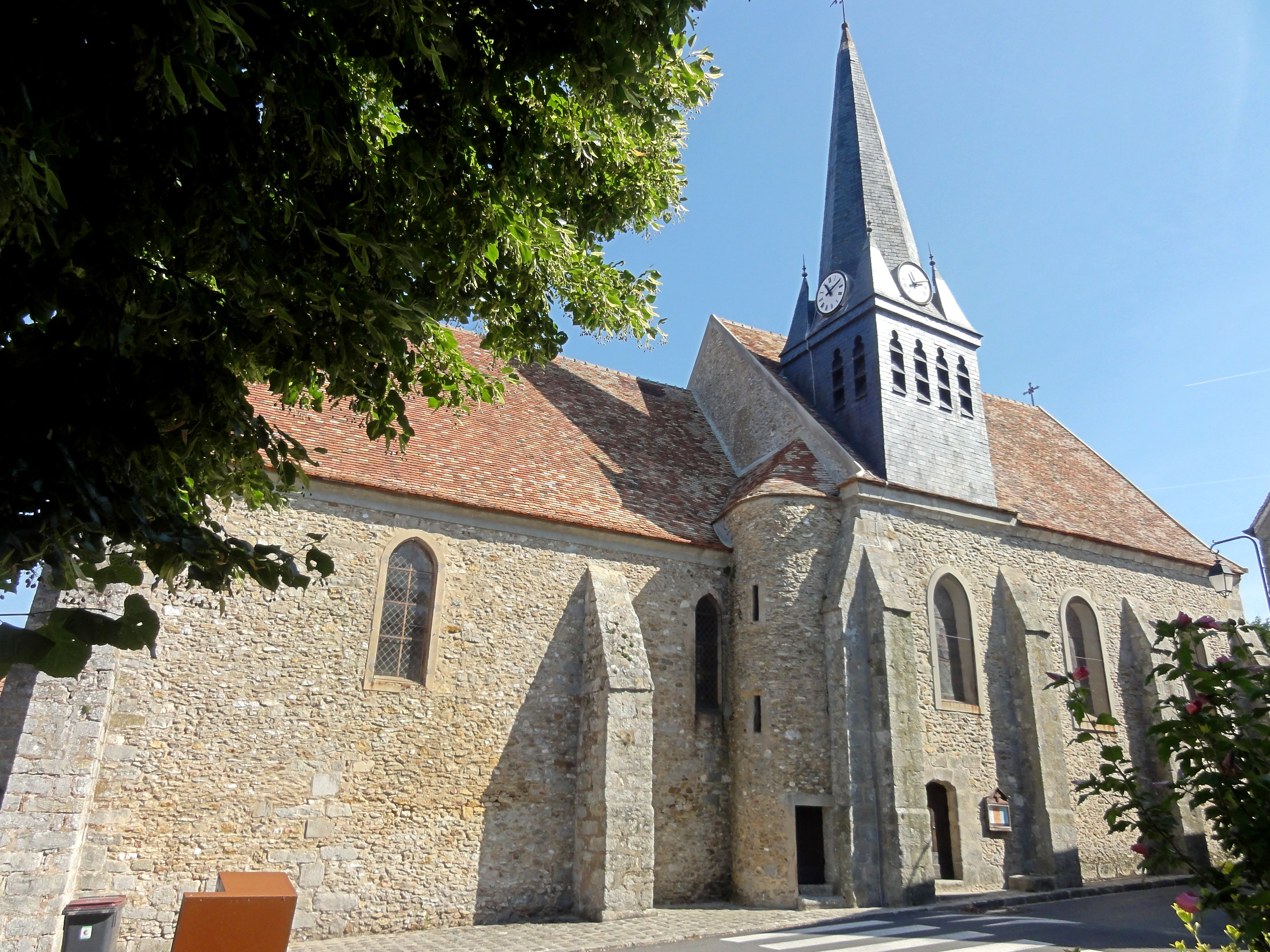
Kirche St-Méry

- Waschhaus aus dem 19. Jahrhundert